# António Silva
António João Pereira Albuquerque Tavares Silva (Viseu, 30 oktober 2003) is een Portugees voetballer die doorgaans speelt als centrale verdediger. In augustus 2022 debuteerde hij voor Benfica. Silva maakte in 2022 zijn debuut in het Portugees voetbalelftal.

## Clubcarrière
Silva speelde in de jeugd van Penalva do Castelo, Repenses en Viseu United, alvorens hij in 2016 opgenomen werd in de opleiding van Benfica. In november 2021 tekende de verdediger hier zijn eerste professionele contract. In april 2022 speelde hij voor het reserveteam zijn eerste officiële wedstrijden, in de Segunda Liga. In de voorbereiding op het seizoen 2022/23 kreeg Silva van hoofdtrainer Roger Schmidt de kans om zich bij in het eerste elftal te laten zien. Door een schorsing van Nicolás Otamendi kreeg hij de kans van Schmidt om zich te laten zien als basisspeler tegen Boavista, op 27 augustus. Hij vormde een centraal verdedigingsduo met Morato, die in de eerste helft de score opende. Door een dubbelslag van João Mário won Benfica met 0–3. Silva mocht de gehele wedstrijd meespelen. Een week later werd zijn verbintenis opengebroken en verlengd tot medio 2027. Zijn eerste professionele doelpunt maakte Silva op 25 oktober, in de UEFA Champions League tegen Juventus (4–3 winst).

## Clubstatistieken
| Seizoen | Club      | Competitie    | Competitie | Competitie | Beker | Beker | Internationaal | Internationaal | Totaal | Totaal |
| Seizoen | Club      | Competitie    | Wed.       | Dlp.       | Wed.  | Dlp.  | Wed.           | Dlp.           | Wed.   | Dlp.   |
| ------- | --------- | ------------- | ---------- | ---------- | ----- | ----- | -------------- | -------------- | ------ | ------ |
| 2021/22 | Benfica B | Segunda Liga  | 2          | 0          | —     | —     | —              | —              | 2      | 0      |
| 2022/23 | Benfica B | Segunda Liga  | 2          | 0          | —     | —     | —              | —              | 2      | 0      |
| 2022/23 | Benfica   | Primeira Liga | 30         | 3          | 4     | 0     | 10             | 2              | 44     | 5      |
| 2023/24 | Benfica   | Primeira Liga | 30         | 2          | 10    | 0     | 10             | 0              | 50     | 2      |
| 2024/25 | Benfica   | Primeira Liga | 23         | 1          | 10    | 1     | 13             | 0              | 46     | 2      |
| 2025/26 | Benfica   | Primeira Liga | 0          | 0          | 1     | 0     | 0              | 0              | 1      | 0      |
| Totaal  | Totaal    | Totaal        | 87         | 6          | 25    | 1     | 33             | 2              | 145    | 9      |

Bijgewerkt op 3 augustus 2025.

## Interlandcarrière
In oktober 2022 werd Silva door bondscoach Fernando Santos opgenomen in de voorselectie van Portugal voor het WK 2022. Tweeënhalve week later werd hij ook opgenomen in de definitieve selectie. Zijn debuut in de nationale ploeg maakte hij voorafgaand aan het WK tijdens een vriendschappelijke wedstrijd tegen Nigeria. Door doelpunten van Bruno Fernandes (tweemaal), Gonçalo Ramos en João Mário werd met 4–0 gewonnen. Silva mocht in de basis starten en speelde het gehele duel mee. Tijdens het WK werd Portugal door Marokko uitgeschakeld in de kwartfinales nadat in de groepsfase gewonnen was van Ghana en Uruguay en verloren van Zuid-Korea en in de achtste finales Zwitserland was uitgeschakeld. Silva kwam in alleen tegen Zuid-Korea in actie. Zijn toenmalige clubgenoten Nicolás Otamendi, Enzo Fernández (Argentinië), Alexander Bah (Denemarken), João Mário en Gonçalo Ramos (beiden eveneens Portugal) waren ook actief op het toernooi.
Silva werd in mei 2024 door bondscoach Roberto Martínez opgenomen in de selectie van Portugal voor het EK 2024 in Duitsland. Portugal overleefde de groepsfase na overwinningen op Tsjechië (2–1) en Turkije (0–3) en een nederlaag tegen Georgië (2–0). Hierna volgden twee strafschoppenseries; Slovenië werd verslagen, maar Frankrijk was te sterk in de kwartfinales. Silva speelde twee wedstrijden. Zijn toenmalige clubgenoten Alexander Bah (Denemarken), Anatolij Troebin (Oekraïne), Orkun Kökçü (Turkije) en João Neves (eveneens Portugal) waren ook actief op het EK.
| Interlands van António Silva voor Portugal | Interlands van António Silva voor Portugal | Interlands van António Silva voor Portugal | Interlands van António Silva voor Portugal | Interlands van António Silva voor Portugal | Interlands van António Silva voor Portugal | Interlands van António Silva voor Portugal |
| №                                          | Datum                                      | Wedstrijd                                  | Uitslag                                    | Competitie                                 | Goals                                      |                                            |
| Als speler bij Benfica                     | Als speler bij Benfica                     | Als speler bij Benfica                     | Als speler bij Benfica                     | Als speler bij Benfica                     | Als speler bij Benfica                     | Als speler bij Benfica                     |
| ------------------------------------------ | ------------------------------------------ | ------------------------------------------ | ------------------------------------------ | ------------------------------------------ | ------------------------------------------ | ------------------------------------------ |
| 1                                          | 17 november 2022                           | Portugal – Nigeria                         | 4 – 0                                      | Vriendschappelijk                          |                                            |                                            |
| 2                                          | 2 december 2022                            | Zuid-Korea – Portugal                      | 2 – 1                                      | WK 2022                                    |                                            |                                            |
| 3                                          | 26 maart 2023                              | Luxemburg – Portugal                       | 0 – 6                                      | EK 2024 kwalificatie                       |                                            |                                            |
| 4                                          | 17 juni 2023                               | Portugal – Bosnië en Herzegovina           | 3 – 0                                      | EK 2024 kwalificatie                       |                                            |                                            |
| 5                                          | 8 september 2023                           | Slowakije – Portugal                       | 0 – 1                                      | EK 2024 kwalificatie                       |                                            |                                            |
| 6                                          | 13 oktober 2023                            | Portugal – Slowakije                       | 3 – 2                                      | EK 2024 kwalificatie                       |                                            |                                            |
| 7                                          | 16 november 2023                           | Liechtenstein – Portugal                   | 0 – 2                                      | EK 2024 kwalificatie                       |                                            |                                            |
| 8                                          | 21 maart 2024                              | Portugal – Zweden                          | 5 – 2                                      | Vriendschappelijk                          |                                            |                                            |
| 9                                          | 26 maart 2024                              | Slovenië – Portugal                        | 2 – 0                                      | Vriendschappelijk                          |                                            |                                            |
| 10                                         | 4 juni 2024                                | Portugal – Finland                         | 4 – 2                                      | Vriendschappelijk                          |                                            |                                            |
| 11                                         | 11 juni 2024                               | Portugal – Ierland                         | 3 – 0                                      | Vriendschappelijk                          |                                            |                                            |
| 12                                         | 22 juni 2024                               | Turkije – Portugal                         | 0 – 3                                      | EK 2024                                    |                                            |                                            |
| 13                                         | 26 juni 2024                               | Georgië – Portugal                         | 2 – 0                                      | EK 2024                                    |                                            |                                            |
| 14                                         | 5 september 2024                           | Portugal – Kroatië                         | 2 – 1                                      | Nations League 2024/25                     |                                            |                                            |
| 15                                         | 8 september 2024                           | Portugal – Schotland                       | 2 – 1                                      | Nations League 2024/25                     |                                            |                                            |
| 16                                         | 15 oktober 2024                            | Schotland – Portugal                       | 0 – 0                                      | Nations League 2024/25                     |                                            |                                            |
| 17                                         | 15 november 2024                           | Portugal – Polen                           | 5 – 1                                      | Nations League 2024/25                     |                                            |                                            |

Bijgewerkt op 3 augustus 2025.

## Erelijst
| Competitie                    | Aantal  | Jaren      |         |         |
| Benfica                       | Benfica | Benfica    | Benfica | Benfica |
| ----------------------------- | ------- | ---------- | ------- | ------- |
| Primeira Liga                 | 1       | 2022/23    |         |         |
| Taça da Liga                  | 1       | 2024/25    |         |         |
| Supertaça Cândido de Oliveira | 2       | 2023, 2025 |         |         |
| Portugal                      |         |            |         |         |
| UEFA Nations League           | 1       | 2024/25    |         |         |